# تبالة
تًبًالة  وهي إحدى مراكز محافظة بيشة. تقع في غرب المحافظة على مسافة 50 كيلاً، ويقطنها 8796 نسمة من قبيلتي عليان والفزع. وبها من الدوائر الحكومية: مستشفى، دفاع مدني، فرع زراعي، بلدية، مركز هيئة، شرطة، مكتب بريد، ومكتب تربية بنات.

## التسمية
بفتح التاء وبعدها باء موحدة على وزن فًعًالة لها ذكر كثير في الأخبار والأمثال والأشعار، وقيل أنها جاءت من مادة تبل والتبلُ في اللغة تأتي بمعنى الحقد والعداوة، فيقال: قد تَبَلني فلان ولي عنده تَبَل.

## الموقع الجغرافي
اتفق عبدالله البكري و ياقوت الحموي على أنها بلدة من أرض تهامة بينها وبين الطائف مسيرة ستة أيام، وبينها وبين بيشة يوم واحد.، ويصفها الإدريسي بأنها تمتاز بالمزارع والعيون المتدفقة والنخيل، ويعضّد هذا الوصف الهَمْداني بقوله:" وتَبَالة قرية صغيرة بها عيون متدفقة ومزارع ونخل، وبها مسجد ومنبر، والماء من العيون والآبار وهي في أسفل أكمة من تراب".

## تبالة في الشعر العربي
- يقول الشاعر امرؤ القيس:[9]

- قال الزير سالم:

- قال مالك بن زعبة الباهلي:

- قال القتال الكلابي:[10]

- قال أوس بن حجر:[11]

- قال لبيد بن ربيعة العامري:

- قال طرفة بن العبد:

- قال القاسم بن عمرو:

- قال عمرو بن معدي بن يكرب:

- قال الشنفرى:

- قال مزاحم العقيلي:

## أهم المواقع التي تحتوي على النقوش الصخرية في مركز تبالة
- وادي قار
- موقع اللج الأعلى
- موقع اللج الأسفل
- وادي اللبدة
- موقع أم الفراش
- وادي قرا
- موقع ذي الخلصة
- موقع وادي شرس.[14]

## موارد وادي تبالة
- مورد الكر الذي يقع في وادي شخصان الأسفل
- مورد محينذ ويقع في بداية انحدار شخصان الأعلا، وقد نضب في الوقت الحاضر
- بئر السريحة وتقع في وسط وادي ملحة أحد روافد وادي تبالة
- بئر الزهيراء وهي في أعلا وادي ملحة
- الدحضة بئر ماء ومورد في وادي الدحضة أحد روافد وادي المسمى، وبالقرب منها آثار ومقابر، وقد بُني عليها سور.
- اللسبه وهي مورد قرب جبل عير بلجراش
- الشرقاء مورد للبادية في سروم السفلى
- المريفق عدماء ومورد في سروم العليا
- باقم مورد في القطيفة في وادي مسكه.[15]

## القرى الأثرية والتحصينات الحربية في تبالة
- قصر الثغر المعروف حاليًا بـقصر (الأمير شعلان بن صالح الشمراني):

«قصر أثري يقع وسط بلدة تبالة، ويحيط بالقصر من جهة الشمال قرية البطنين وقرية بني خناس، ومن الجنوب الغربي قرية المصعبين، وهي أكبر القرى الثلاث... وقد بني القصر في عهد الدولة السعودية الأولى في أعقاب ضم بيشة وتبالة لولاية الإمام/ عبدالعزيز بن محمد بن سعود عام 1213 هـ».
- قرية هضبة تبالة المعروفة حاليًا بـ (الكليات):

«قرية أثرية تقع إلى الشمال من وادي تبالة، وتمتاز بموقعها الاستراتيجي الحصين، حيث تقع في الجهة الشمالية الغربية من قمة هضبة الكليات الوعرة، والتي سميت باسمها، وتعد القرية من أحصن قرى تبالة وأمنعها على الإطلاق، ليس لقوة بنيانها، أو لمناعة أنظمتها الدفاعية، وإنما لحصانة موقعها الاستراتيجي الذي تطل من خلاله على قرى تبالة، ولا أحد من الأعداء يستطيع الوصول إليها إلا من كان منتحراً أو مخاطراً بنفسه».
- قرية الفرع:

«وتقع إلى الشمال الغربي من هضبة تبالة وتبدو أحدث منها. والقرية مبنية من الطين والحجر، ويحيط بها سور دائري تبلغ أطواله حوالي مائتي متر في الطول في عرض 150 متراً تقريباً... ويتصل السور الخارجي بأبراج حماية على شكل دائري، وقد شيدت من الطين والحجر... وتتكون منازل القرية في الغالب من دور واحد، وتتلاحم المنازل بشكل كبير، وربما يعود ذلك للنواحي الأمنية».

## منجم تبالة
نظراً لأهمية الموقع قامت الإدارة العامة للآثار والمتاحف بمسح المنطقة وذلك في عام 1403هـ، وقد أسفرت المسوحات الأثرية عن أن تبالة منطقة معدنية قديمة، والتي من أهم مواقعها العبلة والمنازل والوقبة وكتينه والخربة والجابرة والمسحة التي شملت أغلبها مناجم الذهب والنحاس والحديد، والتي ترجع للعصور الإسلامية، وبالأخص العصر العباسي، كما ترجع أيضاً إلى ما قبل الإسلام، حيث لم يبق منها إلا بعض أفران صهر المعادن وبقاياها والرحى اللازمة لطحن الحبوب، وبعض الوحدات السكنية لعمال المناجم، والملتقطات السطحية كالكسر الفخارية والزجاجي، ويبلغ عمق منجم العبلة 50 م، وتحتوي على معدن الذهب، وقد بُنيت مساكن أصحاب هذه المناجم في مدينة بلغت مساحتها 1كم×1كم، حيث تظهر فيها الشوارع المنظمة، والدكاكين حيث اعتبرت مدينة تجارية، كما وُجد على سطحها كسر الفخار والخزف والزجاج، ومجموعة من الرحي الكبيرة المصنوعة من الحجر الجرانيت التي استخدمت في طحن معادن الذهب.

## انظر ايضاً
- بيشة
- وادي ترج

## وصلات خارجية
- تبالة.. متكأ التاريخ على ضفاف بيشة.